# Фронау
Фро́нау (нем. Frohnau) — район в берлинском административном округе Райниккендорф. Расположен в северо-западной части Берлина. На западе, севере и востоке граничит с районом Верхний Хафель Бранденбурга, на юго-западе — с берлинским районом Хайлигензе, на юге — с районом Тегель, на юго-востоке — с районом Хермсдорф.

## История
Поселение Фронау было образовано в 1908—1910 годах в качестве «города-сада», разработанного по замыслу архитектора Людвига Лессера по британским образцам. Торжественное открытие проекта состоялось 7 мая 1910 года. Однако до окончания Первой мировой войны на территории Фронау было построено лишь несколько жилых домов, и основная застройка пришлась на время между двумя мировыми войнами. В административном отношении Фронау относился сначала к земельному угодью Штолпе (нем. Gutsbezirk Stople), а с 1910 года Фронау было выделено в самостоятельное земельное угодье. В 1920 году в ходе образования Большого Берлина поселение было включено в черту города немецкой столицы в составе нового округа Райниккендорф. Во время разделения Берлина Фронау находилось во французской зоне.

## Достопримечательности
| - Казино-Турм - Вокзал Фронау - Церковь Фронау - Церковь Св. Хильдегард - Буддийский дом - Кладбище Фронау - Памятник погибшим в мировых войнах - Старинный жилой дом (построен в 1910) - Здание на Лудольфингерплац (построено в 1928) |